# Gerrhosauridae
Los gerrosáuridos (Gerrhosauridae) son una familia de lagartos nativos de África y Madagascar. Son también conocidos como lagartos plateados, viven  en una gran variedad de hábitats, desde  las grietas rocosas a las dunas de arena. 
Su morfología es variable, algunas especies tienen cuatro extremidades completamente desarrolladas, y en otras existe sólo vestigios de las patas traseras. La mayoría de las especies son ovíparos.

## Clasificación
Familia Gerrhosauridae
- Subfamilia Gerrhosaurinae
  - Genus Angolosaurus - Lagartos plateados de arena ( 1 especies)
  - Genus Cordylosaurus - Lagartos plateados de espalda azul ( 1 especies)
  - Genus Gerrhosaurus - ( 6 especies)
  - Genus Tetradactylus - ( 6 especies)

- Subfamilia Zonosaurinae
  - Genus Tracheloptychus - ( 2 especies)
  - Genus Zonosaurus - Zonosaurs ( 18 especies)